# Tiago Alves (cầu thủ bóng đá, sinh năm 1993)
Tiago Alves Sales, còn được biết với tên Tiago Alves (phát âm tiếng Bồ Đào Nha: [tʃiˈaɡu ˈawvis]; sinh ngày 12 tháng 1 năm 1993), là một cầu thủ bóng đá Brasil thi đấu cho câu lạc bộ Hàn Quốc Jeonbuk Hyundai Motors.

## Sự nghiệp câu lạc bộ
Sinh ra ở São João do Araguaia, Pará, Tiago Alves tốt nghiệp từ hệ thống trẻ của Santos. Anh có màn ra mắt ngày 2 tháng 2 năm 2011, vào sân từ ghế dự bị ở hiệp hai thay cho Keirrison trong trận hòa 2–2 trên sân khách trước Ponte Preta tại Campeonato Paulista. Anh ghi bàn thắng chuyên nghiệp đầu tiên ngày 27 tháng 3 năm 2011, trong thắng lợi 3–2  trên sân khách trước Ituano.
Ngày 16 tháng 5 năm 2012 Tiago Alves được cho mượn đến câu lạc bộ tại Série B Boa Esporte, but trở lại câu lạc bộ chủ quản 3 tháng sau đó. Ngày 3 tháng 12 năm 2012, anh được cho mượn đến América Mineiro đến hết mùa giải 2013.
Tiago Alves sau đó được cho mượn đến Penapolense và Paraná, chỉ ra sân thường xuyên ở nửa sau. Ngày 4 tháng 1 năm 2015 lần đầu tiên trong sự nghiệp anh ra nước ngoài, ký hợp đồng với đội bóng K League 1 Pohang Steelers.
Tiago Alves ra mắt cho câu lạc bộ ngày 15 tháng 3, vào sân từ ghế dự bị trong hiệp hai và ghi bàn thắng thứ hai trong thất bại 2–4 trên sân nhà trước Ulsan Hyundai FC.
Đầu năm 2016, Tiago được cho mượn đến Seongnam FC. Anh ghi 13 bàn và có 5 pha kiến tạo giúp Seongnam ở lại với K League 1.
Ngày 1 tháng 8 năm 2016, Thiago Alves chuyển đến Al-Hilal FC, ký bản hợp đồng 3 năm với mức giá không tiết lộ.
Vào tháng 3 năm 2017 Shimizu S-Pulse thông báo về sự chuyển nhượng Tiago Alves theo dạng cho mượn dài hạn từ câu lạc bộ Ả Rập Xê Út Al Hilal.

### Thống kê sự nghiệp
Chính xác tính đến ngày 25 tháng 5 năm 2018
| Câu lạc bộ         | Mùa giải | Giải vô địch | Giải vô địch | State League | State League | Cúp     | Cúp       | Châu lục | Châu lục  | Khác    | Khác      | Tổng    | Tổng      |
| Câu lạc bộ         | Mùa giải | Số trận      | Bàn thắng    | Số trận      | Bàn thắng    | Số trận | Bàn thắng | Số trận  | Bàn thắng | Số trận | Bàn thắng | Số trận | Bàn thắng |
| ------------------ | -------- | ------------ | ------------ | ------------ | ------------ | ------- | --------- | -------- | --------- | ------- | --------- | ------- | --------- |
| Santos             | 2011     | 9            | 0            | 3            | 1            | 0       | 0         | 0        | 0         | —       | —         | 12      | 1         |
| Santos             | 2012     | 0            | 0            | 5            | 0            | 0       | 0         | 0        | 0         | —       | —         | 5       | 0         |
| Santos             | Subtotal | 9            | 0            | 8            | 1            | 0       | 0         | 0        | 0         | —       | —         | 17      | 1         |
| Boa Esporte (mượn) | 2012     | 9            | 1            | 0            | 0            | 0       | 0         | —        | —         | —       | —         | 9       | 1         |
| América-MG (mượn)  | 2013     | 11           | 2            | 2            | 0            | 4       | 0         | —        | —         | —       | —         | 17      | 2         |
| Penapolense (mượn) | 2014     | 0            | 0            | 5            | 0            | —       | —         | —        | —         | —       | —         | 5       | 0         |
| Paraná (mượn)      | 2014     | 26           | 6            | 0            | 0            | 0       | 0         | —        | —         | —       | —         | 26      | 6         |
| Pohang Steelers    | 2015     | 25           | 4            | —            | —            | 1       | 0         | —        | —         | —       | —         | 26      | 4         |
| Seongnam FC        | 2016     | 19           | 13           | —            | —            | 1       | 0         | —        | —         | —       | —         | 20      | 13        |
| Al-Hilal FC        | 2016–17  | 10           | 1            | —            | —            | 3       | 0         | —        | —         | —       | —         | 13      | 1         |
| Shimizu S-Pulse    | 2017     | 17           | 4            | —            | —            | 3       | 1         | —        | —         | 1       | 0         | 21      | 5         |
| Jeonbuk Motors     | 2018     | 10           | 1            | —            | —            | —       | —         | 4        | 1         | —       | —         | 14      | 2         |
| Tổng               | Tổng     | 136          | 32           | 15           | 1            | 12      | 1         | 4        | 1         | 1       | 0         | 168     | 35        |

1. ↑  All appearance(s) ở J.League Cup
2. ↑  All appearance(s) ở Giải vô địch bóng đá các câu lạc bộ châu Á